# スペースフライトシミュレーター
スペースフライトシミュレーターとは、宇宙空間で宇宙船を用いて操縦をする、シミュレーションゲームである。現実に近い宇宙船、例えばスペースシャトルを用いて操縦を楽しんだりする普通のフライトシミュレーターと、架空の宇宙戦闘機を用いて、宇宙での戦闘を楽しむ3Dシューティング系のスペース・コンバットと呼ばれるものの2つに分かれる。
また、ゲーム系のもののほかに、NASAによってつくられたパスファインダー号のように、スペースシャトルの取り扱い訓練を目的としたものもある。

## 家庭向けのスペースフライトシミュレーター
一般家庭向けのスペースフライトシミュレーターは、機能の複雑さなどから、フライトシミュレーションほどは普及していなかった。
しかし、現在では、パーソナルコンピュータで作動する高性能なスペースフライトシミュレーターゲームも出ているため、スペースフライトシミュレーターのファンたちの中では、次第に普及し始めている。

## 主なスペースフライトシミュレーターゲーム
以下のような、主なスペースフライトシミュレーターゲームがある。
- Shuttle: the Space Flight Simulator（英語版）
- Eagle Lander 3D
- Space Shuttle Mission 2007
- Orbiter
- Microsoft Space Simulator（英語版） - マイクロソフト社が販売していたものであるが、現在は開発はおこなわれていない。
- Kerbal Space Program